# Abaeté Futebol Clube
L'Abaeté Futebol Clube, noto anche semplicemente come Abaeté, è una società calcistica brasiliana con sede nella città di Abaetetuba, nello stato del Pará.

## Storia
Il club è stato fondato il 5 marzo 1936. Ha vinto il Campeonato Paraense Segunda Divisão nel 2004. L'Abaeté ha partecipato al Campeonato Brasileiro Série C nel 2005, dove è stato eliminato alla terza fase da un altro club dello stato del Pará, il Remo.

## Palmarès

### Competizioni statali
- Campeonato Paraense Segunda Divisão: 1

2004